# Новий Кипчак
Новий Кипча́к (рос. Новый Кипчак, башк. Яңы Ҡыпсаҡ) — присілок у складі Альшеєвського району Башкортостану, Росія. Входить до складу Кипчак-Аскаровської сільської ради.
Населення — 148 осіб (2010; 196 в 2002).
Національний склад:
- башкири — 100 %